# Багдасарян, Рафаэль Оганесович
Рафаэ́ль Огане́сович Багдасаря́н (24 января 1937, Сарнахпюр, Анийский район, Армянская ССР — 22 декабря 2016, Москва, Российская Федерация) — российский армянский кларнетист, дирижёр, профессор (1997), заслуженный артист Армянской ССР (1979), народный артист России (2003).

## Биография
В 1953 г. окончил школу военно-музыкантских воспитанников Советской армии в Ереване (класс С. А. Абаджева), по распределению был направлен в Москву в Отдельный показательный оркестр Министерства обороны СССР.
В 1957 г. окончил Музыкальное училище им. Гнесиных (класс И. П. Мозговенко), в 1962 г. — с отличием Московскую консерваторию (класс А. В. Володина), в 1965 г. — аспирантуру (руководитель В. В. Петров). Еще в качестве воспитанника оркестра Министерства обороны в 1957 г. освоил «французскую» систему кларнетов (кларнеты системы Бёма) и стал активным её пропагандистом. В 1978 г. окончил Московскую консерваторию по специальности «оперно-симфоническое дирижирование» (класс Б. Э. Хайкина). На протяжении более 35 лет был солистом Большого театра России.
Профессор Московской консерватории им. П. И. Чайковского и музыкального колледжа при консерватории. Среди его учеников: И. Рудич, А. Михайленко, Д. Рыбалко, А. Балынский, А. Поляков, Н. Агеев, Т. Сайфуллин, А. Назиуллин, Б. Аллахвердян. 
Многие годы его связывала творческая дружба  с композиторами А. Хачатуряном, Э. Денисовым, А. Шнитке, Т. Хренниковым, Р. Щедриным, Р. Леденевым. В. Агафонниковым, В. Тарнопольским. Свои сочинения ему посвящали Л. Книппер, Э. Хагаготрян, А. Леман, А. Артемов, Е. Русанов-Лукас (США). Он выступал в ансамбле с такими выдающимися мастерами, как В. Ашкенази, М. Ростропович, Г. Вишневская, В. Дулова, Н. Шаховская, А. Корнеев, А. Бондурянский, В. Иванов, Э. Бароне (США).
Являлся президентом Московского клуба кларнетистов им. В. А. Соколова. Он постоянно приглашался членом жюри всероссийских и международных конкурсов в Европе и США. Р. Багдасаряном записано много пластинок и компакт-дисков. Для фонда Радио сделаны записи сочинений для кларнета с фортепиано, ансамбли, сочинения для кларнета с оркестром.
Похоронен на Введенском кладбище (5 уч.).

## Политическая позиция
В марте 2014 года поддержал аннексию Крыма, подписал письмо президенту России Владимиру Путину в поддержку аннексии.

## Награды
- Орден «Знак Почёта» (1976).
- народный артист России (2003).
- Заслуженный артист Армянской ССР (1979).